# 峰岸佳
峰岸 佳（みねぎし けい、7月15日 - ）は、日本の元声優。奈良県出身。血液型はA型。

## 経歴
大学3年の時に声優を志し、大学を中退。養成所に入るまではいっさい演技の勉強をしたことがなかった。アトミックモンキー声優・演技研究所の第3期生で、デビュー後もアトミックモンキーに所属した。
2013年発売のドラマCD『ぺろぺろ男子』で初のメインキャラクターを、2016年放映のテレビアニメ『マクロスΔ』でテレビアニメ初レギュラーを演じる。
2023年10月13日、所属事務所の公式サイトで廃業が発表された。このことについては自身のSNSでも発表した。廃業に伴い、εpsilonΦの鞍馬唯臣役で出演していた『from ARGONAVIS』は降板となり、石谷春貴へと引き継がれた。

## 人物
趣味・特技は、ギターとゲーム。

## 出演
太字はメインキャラクター。

### テレビアニメ
2013年
- 魔界王子 devils and realist（生徒A）

2016年
- OZMAFIA!!（ベルシー）
- 12歳。〜ちっちゃなムネのトキメキ〜（岡田、男子生徒、塾の男子生徒、眼鏡の男子）
- TO BE HERO（同級男子）
- マクロスΔ（テオ・ユッシラ、ザオ・ユッシラ）
- リルリルフェアリル （ブロコ）
- 私がモテてどうすんだ（男子、地元の大学生）

2017年
- ベイブレードバースト ゴッド（イエローアイ / リチャード・イエロ、ラビトラ）

2018年
- ベイブレードバースト 超ゼツ（2018年 - 2019年、ジョンジー、ドローン、観客2）
- 銀河英雄伝説 Die Neue These 邂逅（上級生）

2019年
- ソードアート・オンライン アリシゼーション War of Underworld（2019年 - 2020年、暗黒騎士、米国プレイヤー、プレイヤー） - 2シリーズ

2020年
- アルゴナビス from BanG Dream!（鞍馬唯臣）

2021年
- アイ★チュウ（朴木十夜）

### 劇場アニメ
- 遊☆戯☆王 THE DARK SIDE OF DIMENSIONS（2016年）
- 劇場版マクロスΔ 激情のワルキューレ（2018年、テオ・ユッシラ、ザオ・ユッシラ）
- 魔女見習いをさがして（2020年、街の人々）
- 劇場版マクロスΔ 絶対LIVE!!!!!!（2021年、テオ・ユッシラ、ザオ・ユッシラ[9]）

### OVA
- D.C.I&II P.S.P. RE-ANIMATED（2010年、男子学生） - 『D.C.I&II P.S.P. プラスシチュエーション ポータブル プラチナパック』
- 技の旅人（2011年、村人C、男1）
- 僕のヒーローアカデミア（2017年、多弾打弾[10]） - コミックス14巻限定版

### Webアニメ
- ベイブレードバースト ガチ（2019年 - 2020年、ジュン、弟子2、ジャッジ、審判ロボット、観客1）
- ベイブレードバースト スパーキング（2020年、ロボ審判、お掃除ロボ、ロボ）
- ベイブレードバースト ダイナマイトバトル（2021年、ブレーダー）

### ゲーム
2013年
- Starry☆Sky 〜After Autumn〜（生徒A 他）

2014年
- 戦国X（明智光秀 他）

2015年
- アイ★チュウ（朴木十夜）
- マジョリカ★ファミリア（幻影執事メイザース 他）

2016年
- グランドサマナーズ（アシュ・トト）
- カクテル王子（ベリーニ）
- マクロスΔスクランブル（テオ・ユッシラ、ザオ・ユッシラ）

2017年
- ベイブレードバースト ゴッド（リチャード・イエロ）
- 悠久のティアブレイド-Fragments of Memory-（エル）
- Ragnarok〜ヴァルハラサーガ（レミンカイネン 他）
- パシャ★モン（キサキ、ヤマダ）

2021年
- アルゴナビス from BanG Dream! AAside（鞍馬唯臣）
- 歌マクロス スマホDeカルチャー（テオ・ユッシラ）

### ドラマCD
- ぺろぺろ男子 Sweet Valentine's Day（2013年、佐藤・C・赤兎[15]）

### ラジオ
※はインターネット配信。
- &CAST!!!アワー ラブエール!（2019年 - 2020年、&CAST!!!※）[16]

### 映画
- Wonderful World（エキストラ）

### 舞台
- LOST!? 〜冒険者たちへ〜（水谷博）
- 素闘流夢 第1回公演　CK最強リーグ2010「クリムゾン」(健治)
- NIGHTDREAMER 〜コミックヒーローの夜明け〜

### イベント
- 仮面ライダービルド スペシャルイベント（2018年、ショッカー戦闘員・ピンキーの声）

## ディスコグラフィ

### キャラクターソング
| 発売日         | 商品名                                         | 歌                 | 楽曲                                       | 備考                                          |
| -------------- | ---------------------------------------------- | ------------------ | ------------------------------------------ | --------------------------------------------- |
| 2016年3月23日  | アイ★チュウ 1stフルアルバム「soleil」          | 天上天下           | 「花蝶風月」 「十六夜の空」                | ゲーム『アイ★チュウ』関連曲                   |
| 2016年10月19日 | アイ★チュウ creation 08.天上天下               | 天上天下           | 「We are I★CHU!」 「花と散るらん」         | ゲーム『アイ★チュウ』関連曲                   |
| 2017年1月25日  | アイ★チュウ 〜I★Chu Award 2016ソロシングル〜   | 朴木十夜（峰岸佳） | 「ゆらゆらり」                             | ゲーム『アイ★チュウ』関連曲                   |
| 2017年3月22日  | アイ★チュウ 2ndアルバム「glace」               | 天上天下           | 「誇り高く有るために」                     | ゲーム『アイ★チュウ』関連曲                   |
| 2017年6月21日  | アイ★チュウ 〜シャッフルユニットミニアルバム〜 | Warlock            | 「Victim Collection 〜極上の生贄たちへ〜」 | ゲーム『アイ★チュウ』関連曲                   |
| 2018年4月4日   | fleur                                          | 天上天下           | 「世直し忍者」                             | ゲーム『アイ★チュウ』関連曲                   |
| 2019年3月20日  | アイ★チュウ BEST ALBUM アイ盤                  | 天上天下           | 「今宵カフェーで逢ひましょう」             | ゲーム『アイ★チュウ』関連曲                   |
| 2020年12月23日 | OUVERTURE                                      | 天上天下           | 「月光華」                                 | ゲーム『アイ★チュウ Étoile Stage』関連曲      |
| 2021年2月24日  | 一番星                                         | アイチュウ         | 「一番星の歌〜未来のレジェンド伝説〜」     | テレビアニメ『アイ★チュウ』オープニングテーマ |

### ユニットメンバー
1. 1 2 3  竜胆椿（小野友樹）、朴木十夜（峰岸佳）、斑尾巽（斉藤壮馬）、杜若葵（木村良平）
2. ↑  轟一誠（前野智昭）、赤羽根双海（内田雄馬）、及川桃助（山本和臣）、黎朝陽（榎木淳弥）、折原輝（松岡禎丞）、朴木十夜（峰岸佳）
3. ↑  愛童星夜（KENN）、湊奏多（井口祐一）、御剣晃（豊永利行）、枢木皐月（森久保祥太郎）、枢木睦月（近藤隆）、ノア（花江夏樹）、ラビ（中西尚也）、黎朝陽（榎木淳弥）、レオン（増田俊樹）、リュカ（梅原裕一郎）、日下部虎彦（生田鷹司）、桃井恭介（花倉洸幸）、鳶倉アキヲ（田丸篤志）、海部子規（谷地克文）、折原輝（松岡禎丞）、若王子楽（平川大輔）、華房心（村瀬歩）、神楽坂ルナ（天﨑滉平）、及川桃助（山本和臣）、轟一誠（前野智昭）、赤羽根双海（内田雄馬）、三千院鷹通（白井悠介）、鮮血の帝王（下野紘）、死と時の番人（柿原徹也）、罪人の道化師（下妻由幸）、竜胆椿（小野友樹）、朴木十夜（峰岸佳）、斑尾巽（斉藤壮馬）、杜若葵（木村良平）